# خانه دینیار
خانه دینیار مربوط به دوره قاجار است و در کرمان، خیابان شریعتی، جنب مؤسسه خیریه صاحب الزمان (عج) واقع شده و این اثر در تاریخ ۲۴ اسفند ۱۳۸۳ با شمارهٔ ثبت ۱۱۴۰۴ به‌عنوان یکی از آثار ملی ایران به ثبت رسیده است.